# العلاقات الباربادوسية المالطية
العلاقات الباربادوسية المالطية هي العلاقات الثنائية التي تجمع بين باربادوس ومالطا.

## مقارنة بين البلدين
هذه مقارنة عامة ومرجعية للدولتين:
| وجه المقارنة                                              | باربادوس       | مالطا                                                     |
| --------------------------------------------------------- | -------------- | --------------------------------------------------------- |
| المساحة (كم2)                                             | 439            | 316                                                       |
| عدد السكان (نسمة)                                         | 285.72 ألف     | 465.29 ألف                                                |
| الكثافة السكانية (ن./كم²)                                 | 65.08 ألف      | 147.24 ألف                                                |
| العاصمة                                                   | بريدج تاون     | فاليتا                                                    |
| اللغة الرسمية                                             | لغة إنجليزية   | اللغة المالطية، لغة إنجليزية                              |
| العملة                                                    | دولار بربادوسي | يورو، ليرة مالطية                                         |
| الناتج المحلي الإجمالي (بليون دولار)                      | 4.80 مليار     | 12.54 مليار                                               |
| الناتج المحلي الإجمالي (تعادل القوة الشرائية) بليون دولار | 4.66 مليار     | 14.68 مليار                                               |
| الناتج المحلي الإجمالي الاسمي للفرد دولار أمريكي          | 15.43 ألف      | 22.60 ألف                                                 |
| الناتج المحلي الإجمالي للفرد دولار أمريكي                 | 16.06 ألف      |                                                           |
| مؤشر التنمية البشرية                                      | 0.795          | 0.839                                                     |
| رمز المكالمات الدولي                                      | +1246          | +356                                                      |
| رمز الإنترنت                                              | .bb            | .mt                                                       |
| المنطقة الزمنية                                           | 00             | توقيت وسط أوروبا، ت ع م+01:00، ت ع م+02:00، أوروبا/مالطا ‏ |

## منظمات دولية مشتركة
يشترك البلدان في عضوية مجموعة من المنظمات الدولية، منها:
| علم المنظمة | اسم المنظمة                               | تاريخ انضمام باربادوس | تاريخ انضمام مالطا |
| ----------- | ----------------------------------------- | --------------------- | ------------------ |
|             | يونسكو                                    | 24 أكتوبر 1968        | 10 فبراير 1965     |
|             | وكالة ضمان الاستثمار متعدد الأطراف        | 12 أبريل 1988         | 12 سبتمبر 1990     |
|             | الأمم المتحدة                             | 9 ديسمبر 1966         | 1 ديسمبر 1964      |
|             | دول الكومنولث                             | ?                     | ?                  |
|             | الاتحاد البريدي العالمي                   | ?                     | ?                  |
|             | البنك الدولي للإنشاء والتعمير             | 12 سبتمبر 1974        | 26 سبتمبر 1983     |
|             | الاتحاد الدولي للاتصالات                  | 16 أغسطس 1967         | 1965               |
|             | منظمة حظر الأسلحة الكيميائية              | ?                     | ?                  |
|             | مؤسسة التمويل الدولية                     | 25 يونيو 1980         | 1 يونيو 2005       |
|             | المركز الدولي لتسوية المنازعات الاستشارية | 1 ديسمبر 1983         | 3 ديسمبر 2003      |
|             | منظمة التجارة العالمية                    | ?                     | ?                  |
|             | منظمة الشرطة الجنائية الدولية             | ?                     | ?                  |

## وصلات خارجية
- موقع وزارة الخارجية الباربادوسية
- موقع وزارة الخارجية المالطية